# Machagondanahalli, Honnali
Machagondanahalli là một làng thuộc tehsil Honnali, huyện Davanagere, bang Karnataka, Ấn Độ.